# Denis Stéen
Denis Rune Stéen, född 2 augusti 1929 i Östhammar, död 29 april 2020 i Uppsala, var en svensk målare, tecknare och grafiker.
Han var son till brevbäraren Erik Gummar Stéen och Ida Fausta Söderling och från 1956 gift med Maivor Karmhed, död 2007. Stéen arbetade först som gipsmodellör vid Upsala Ekeby fram till 1951 innan han övergick till sin konstnärliga verksamhet. Han studerade konst en kortare tid för Carl Herman Wetterwik i Uppsala 1948 och för Endre Nemes, Hugo Simson och Torsten Renqvist vid Valands målarskola 1952–1956. 
Efter sina studier koncentrerade han sig först med att arbeta med grafik enligt den metod Cliff Holden demonstrerat på Valands han kom senare att arbeta med abstrakta kompositioner i koppargrafik men som konstnär arbetar han med skiftande tekniker som olja, akvarell, mosaik. linoleumsnitt, trägravyr, serigrafi, etsning, akvatint och kopparstick. 
Tillsammans med Christian Due ställde han ut i Uppsala 1957 och tillsammans med Olof Hellström i Karlstad 1965 samt tillsammans med Lennart Palmér och Anders Stark i Jönköping 1964. Separat ställde han ut i bland annat Uppsala, på Sturegalleriet i Stockholm, Galleri Maneten i Göteborg, De ungas salong i Stockholm, Lilla konstsalongen i Malmö samt Västerås och Enköping. Han medverkade också bland annat vid Liljevalchs Stockholmssalonger och i utställningen Endre Nemes och Nya Valand på Kunstnerernes hus i Oslo. Genom sitt engagemang i den svenska sektionen av Xylon, en sammanslutning av grafiker runt om i Europa som huvudsakligen arbetar med högtrycksgrafik (träsnitt, trägravyr och linoleumsnitt bl.a.) kom han att också att verka på den internationella konstscenen. Under sin tid som ordförande i svenska Xylon arbetade han aktivt för svenskt deltagande i grafikutställningar i många länder, och han medverkade själv i National Serigraph Societys internationella utställningar i New York 1958 och 1959 samt vid flertal ett flertal internationella grafikutställningar i Europa.
Bland hans offentliga arbeten märks sex sgraffitoväggar i storleken 2x4 meter till entréerna i punkthus i Edsberg och för ålderdomshemmet Norrgården i Uppsala gjorde han 1966 en väggutsmyckning i sgraffito. Stéen är representerad vid Nasjonalgalleriet i Oslo, Nationalmuseum, Moderna Museet, Kalmar konstmuseum, Göteborgs museum, Norrköpings konstmuseum, Borås konstmuseum, Uppsala universitetsbibliotek, Örebro läns landsting och Institut Tessin i Paris.